# إيما أتكينز
إيما أتكينز (بالإنجليزية: Emma Atkins)‏ هي ممثلة بريطانية، ولدت في 31 مارس 1975 في Morecambe ‏ في المملكة المتحدة.

## أعمال

### مسلسلات
- إميرديل

## وصلات خارجية
- إيما أتكينز على موقع IMDb (الإنجليزية)
- إيما أتكينز على موقع ألو سيني (الفرنسية)
- إيما أتكينز على موقع قاعدة بيانات الفيلم (الإنجليزية)
- إيما أتكينز على موقع كينوبويسك (الروسية)